# Sadang (métro de Séoul)
Sadang  (hangeul : 사당 ; hanja : 舍堂) est une station de correspondance entre la ligne 2 et la ligne 4 du métro de Séoul. Elle est située, au 2089 Nambusunhwan-ro (L2) et au 3 Dongjak-daero (L4), quartier Sadang-dong, dans l'arrondissement de Dongjak-gu à Séoul en Corée du Sud.
Ouverte en 1983 et devenue station de correspondance en 1985, elle est desservie par les rames omnibus qui circulent sur la ligne 2 et les rames omnibus et express de la ligne 4.

## Situation sur le réseau

Plan du réseau (2023)

La station Sadang, est une station de correspondance entre entre la ligne 2 et la ligne 4 du métro de Séoul :
sur la ligne 2, c'est une station souterraine située sur la ligne principale circulaire, entre la station Bangbae, en direction de Hôtel de Ville, rotation dans le sens des aiguilles d'une montre sur la section circulaire, et la station Université nationale de pédagogie de Séoul, en direction de Hôtel de Ville, rotation dans le sens inverse des aiguilles d'une montre sur la section circulaire ; 
sur la ligne 4, c'est une station souterraine située entre la station Université de Chongshin, en direction du terminus nord-est Jinjeop, et la station Namtaeryeong, en direction du terminus sud-ouest Oido

## Histoire
La station Sadang est mise en service le 17 décembre 1983 sur la ligne 2 du métro de Séoul, dont elle est une station de passage.
Elle devient une station de correspondance le 18 octobre 1985 lors de l'ouverture d'un prolongement de la ligne 4 du métro de Séoul. Elle est une station terminus de cette ligne 4 jusqu'à son prolongement le 1er avril 1994.

## Services aux voyageurs

### Accès et accueil
Établie 2089, Nambusunhwan-ro et 3, Dongjak-daero, la station dispose de 10 accès, numérotés de 1 à 10. Des escaliers, escaliers mécaniques et ascenseurs permettent les circulations piétonnes entre les différents niveaux. Elle est notamment équipée d'automates pour l'achat de titres de transport. Les quais des stations sont équipés de portes palières.

### Desserte

#### Station ligne 2
Sadang est desservie par les rames omnibus qui circulent sur la ligne 3.

Installations
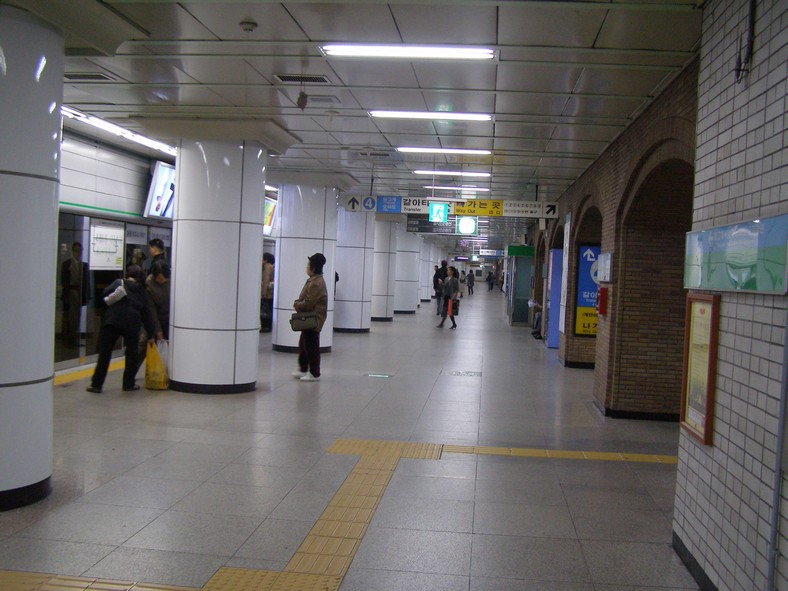
En 2007.
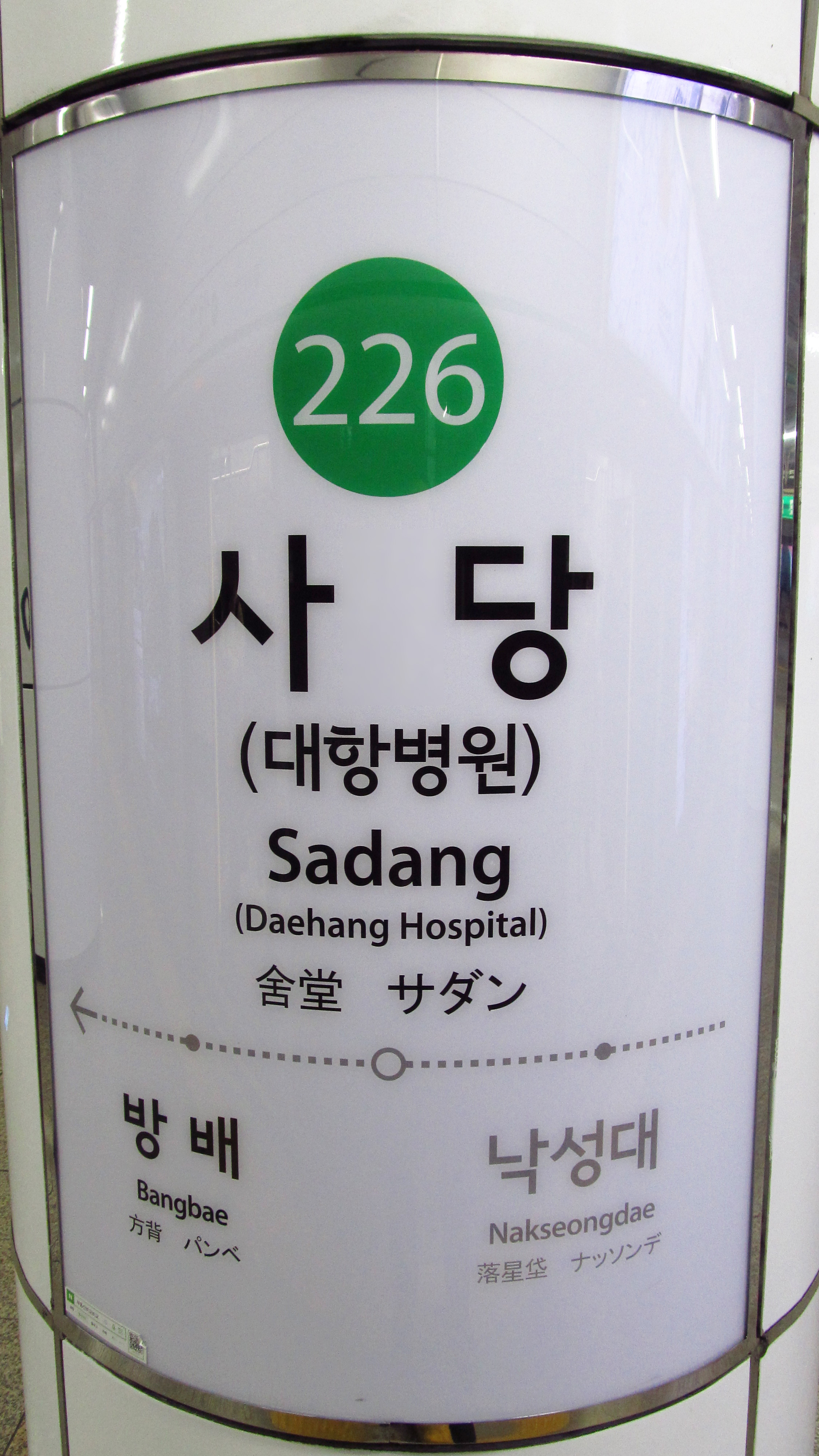
En 2018.
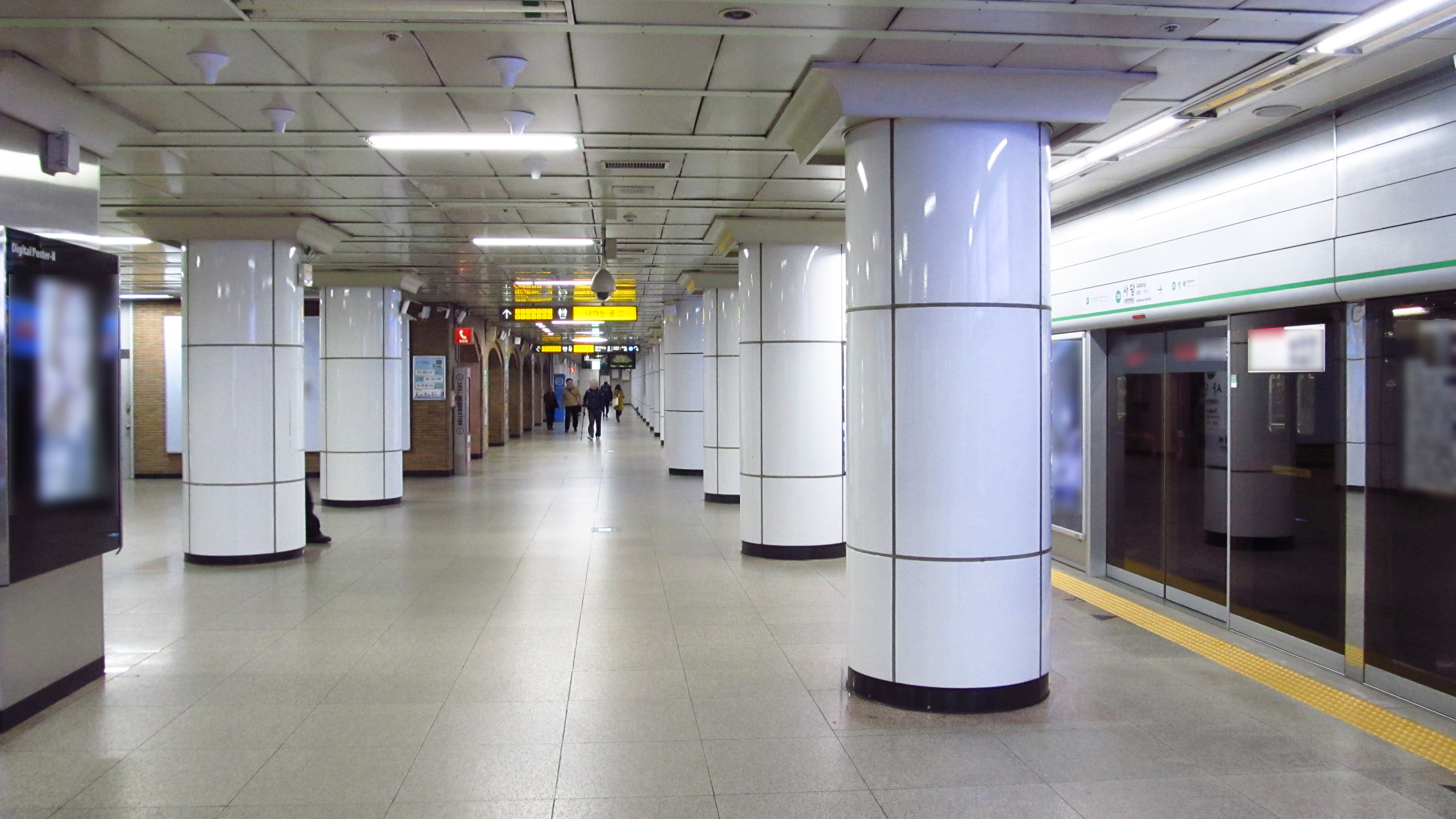
En 2018.

#### Station ligne 4
Sadang est desservie par les rames omnibus et express qui circulent sur la ligne 4.

Installations
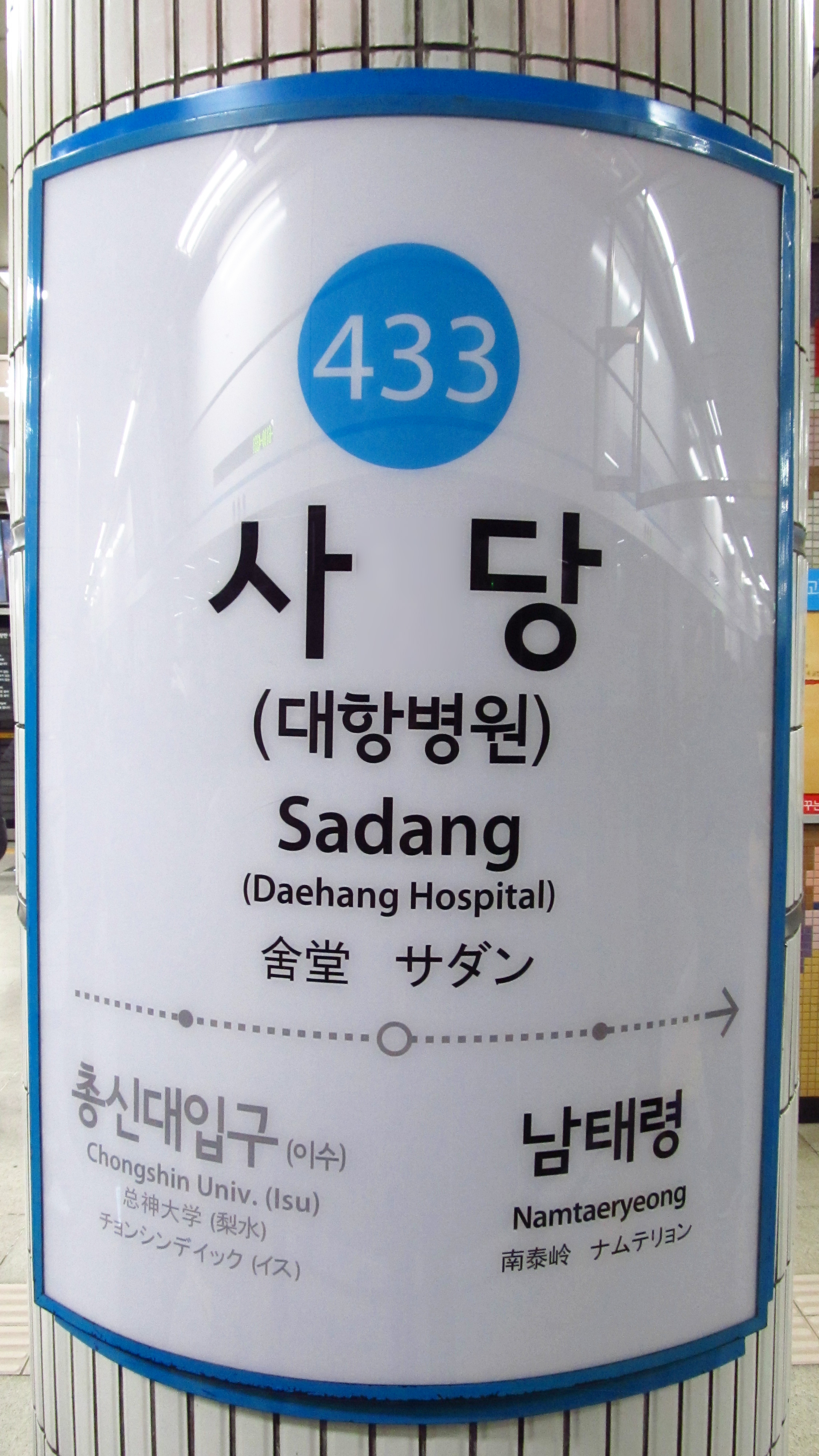
En 2018.
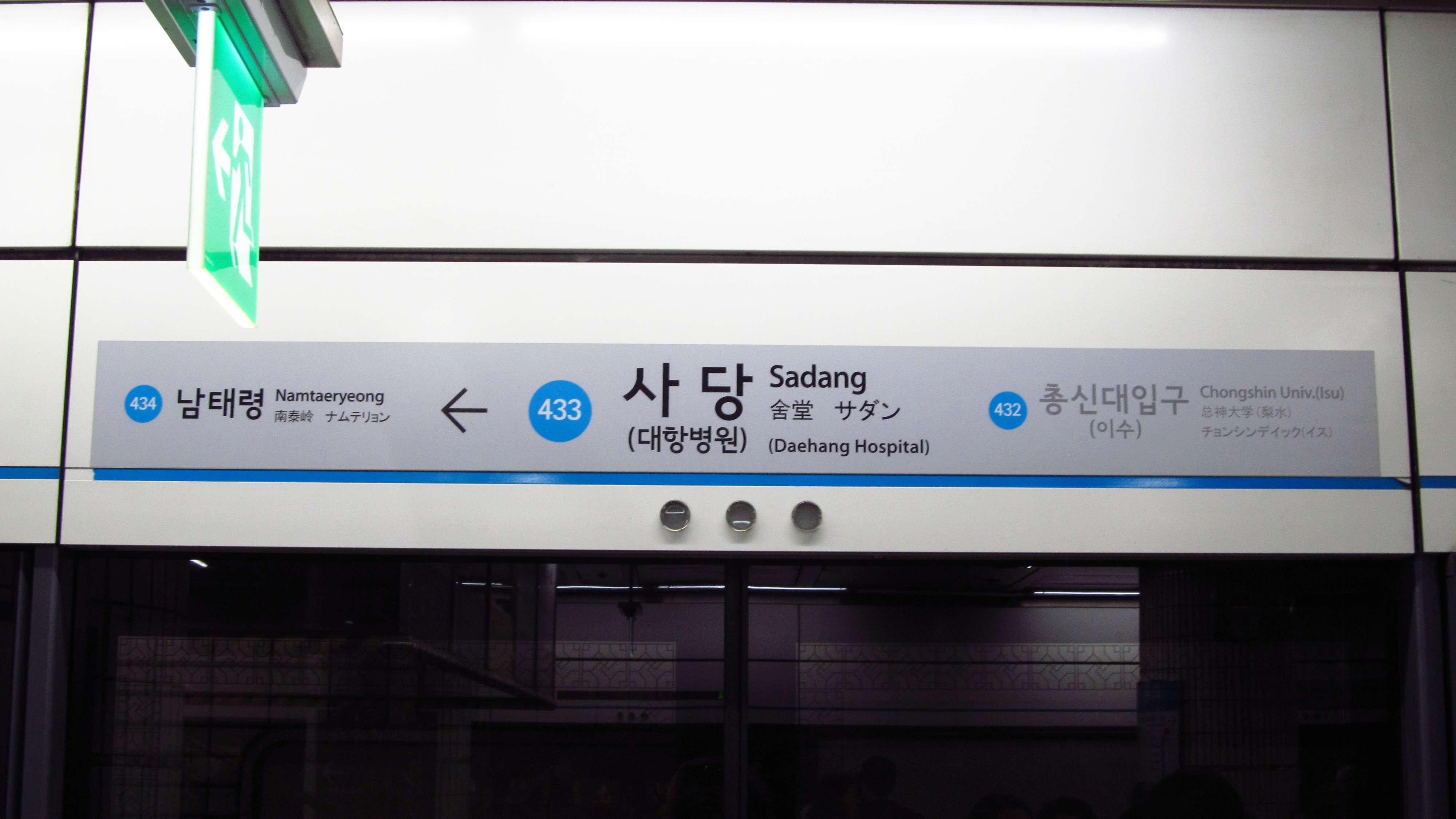
En 2018.
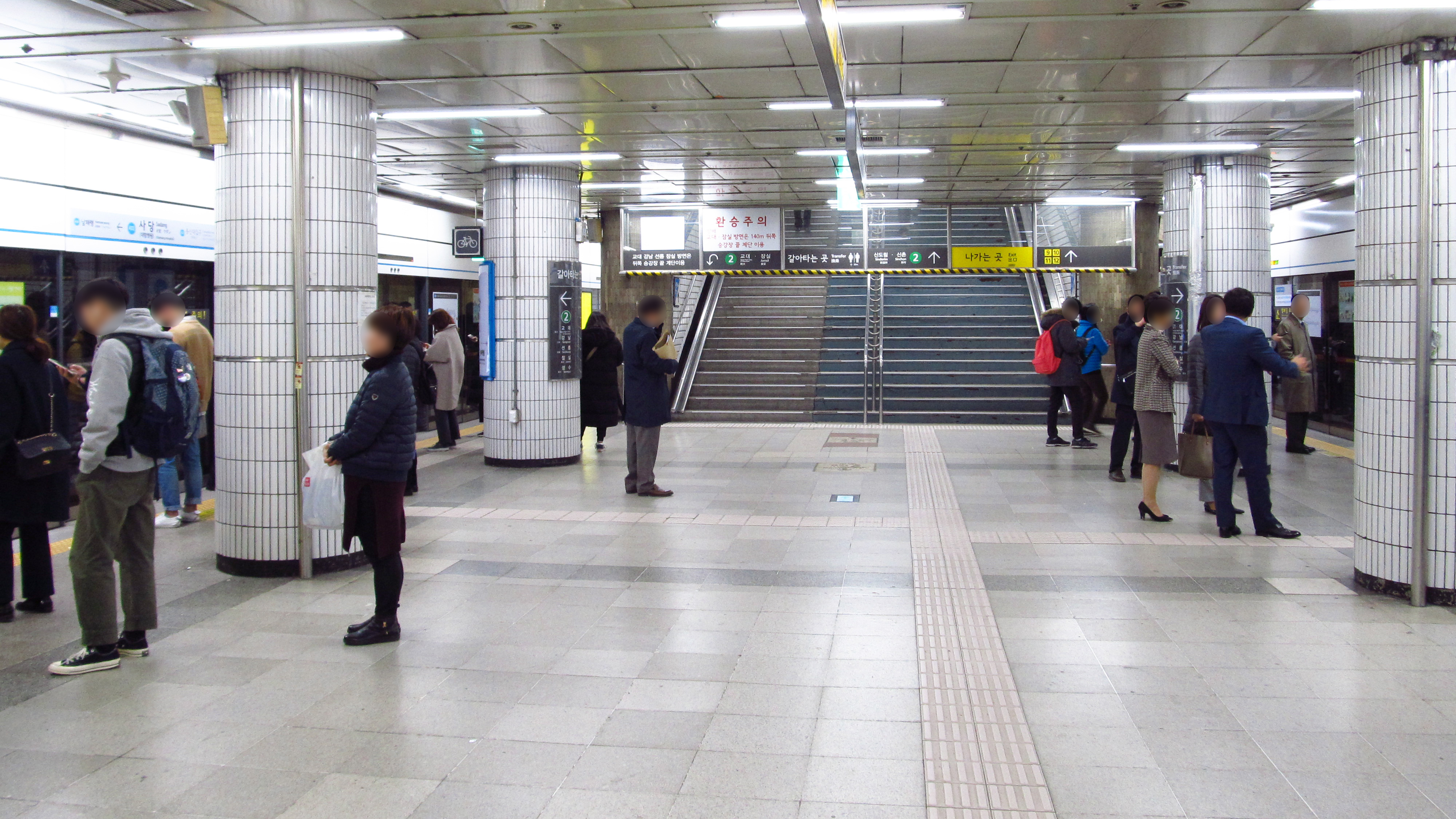
En 2018.

### Intermodalité
Des arrêts de bus urbains sont situés à proximité de certains accès.

## À proximité
Notamment des établissements scolaires et des administrations publiques.